# Hans Christian Bredsted
Hans Christian Bredsted (født 22. juli 1829 i Marslev Sogn, død 31. marts 1895 i Odense) var en dansk handelsgartner.
I 1830 nedsatte faderen sig som handelsgartner i Vindegade i Odense. Efter at have fået sin første gartneriske uddannelse i hjemmet kom Bredsted i lære i F.W. Frisenettes handelsgartneri i København; han kom dernæst til haverne ved Rosenborg og tog gartnereksamen 1850. Året efter blev han medhjælper hos sin fader i Odense, og 1862 overtog han forretningen. Under den yngre Bredsteds ledelse antog særlig planteskoledriften et meget betydeligt omfang, og på grund af hans dygtige og samvittighedsfulde prøvelse af ægtheden og egenskaberne hos de stadigt fremkommende nye frugtsorter, erhvervede virksomheden sig efterhånden stor tillid, ikke alene i Danmark, men også i Sverige og Norge. 
Dels herved og dels ved sin litterære virksomhed har Bredsted i fremtrædende grad øvet en frugtbringende indflydelse på frugtavlens fremme. Foruden flere mindre, værdifulde afhandlinger i den danske havebrugslitteratur har Bredsted 1887 udgivet Hasselnødden og 1890-96 Haandbog i dansk Pomologi med udførlig beskrivelse af alle datidens for danske forhold egnede sorter af æbler, pærer og stenfrugter. Det er et langt livs erfaringer, som forfatteren her gør tilgængelige for offentligheden, og hver side i de 3 tykke bind bærer vidnesbyrd om hans sjældne iagttagelsesevne og samvittighedsfulde arbejde på frugtavlens område.